# (2165) Young
(2165) Young es un asteroide perteneciente al cinturón de asteroides, descubierto el 7 de septiembre de 1956  por el equipo de la Universidad de Indiana  desde el Observatorio Goethe Link, Brooklyn (Estados Unidos).

## Designación y nombre
Designado provisionalmente como 1956 RJ. Fue nombrado Young en honor al astrónomo estadounidense Charles Augustus Young.